# Andrewsianthus ferrugineus
Andrewsianthus ferrugineus  (лат.) — вид печёночных мхов семейства Schistochilaceae.

## Ареал
Встречается в Бутане и Непале. Его естественная среда обитания — субтропические или тропические сухие леса. Из-за постепенного исчезновения природных биотопов, где вид может произрастать, он был включён в список МСОП.